# Kościół św. Michała Archanioła w Dolsku
Kościół Świętego Michała Archanioła w Dolsku – rzymskokatolicki kościół parafialny w mieście Dolsk. Mieści się przy ulicy Kościelnej i należy do dekanatu śremskiego.

## Historia
Jest to świątynia gotycka trzynawowa halowa, wybudowana w latach 1460–1474 z fundacji biskupa Andrzeja IV z Bnina. Nawy i prezbiterium kryte sklepieniem gwiaździstym spoczywającym na czterech parach ośmiobocznych filarów. Do nawy południowej dobudowana gotycka kaplica św. Anny z 1627–1633 ze sklepieniem krzyżowo-żebrowym. Główny ołtarz późnorenesansowy z około 1627 z bogatą snycerką. W prezbiterium obraz Koronacji Matki Boskiej z 1627, zapewne z warsztatu wielkopolskiego, a podarowany przez ówczesnego proboszcza, Mateusza Osmańskiego. Ponadto świątynia ma dwa ołtarze boczne. W jednym z nich, w stylu rokokowym ołtarzu predella (początek XVII wieku) ze sceną hołdu pasterzy.
Oprócz kościoła ochroną jako zabytek objęto: dzwonnicę i ogrodzenie z bramą z poł. XVIII w., a także plebanię z oficyną z 1758-1770, przebudowaną w XIX w. Dzwonnica ma trzy dzwony − jeden z 1680 i dwa z 1777.
Organy wybudowała firma Gebrüder Walter w 1889 roku jako opus 187.